# Hipposideros pomona
Espèce
Synonymes
- Paracoelops megalotis Dorst, 1947

Statut de conservation UICN

 LC  : Préoccupation mineure
Hipposideros pomona est une espèce de chauves-souris asiatique de la famille des Hipposideridae.

## Répartition
Cette espèce est présente au Népal, en Inde, au Bangladesh, en Chine, en Birmanie, au Laos, en Thaïlande, au Cambodge, au Viêt Nam et en Malaisie.

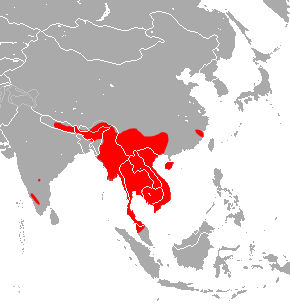
Carte de distribution.

## Liste des sous-espèces
Selon Mammal Species of the World (version 3, 2005)  (23 septembre 2017) et ITIS (23 septembre 2017) :
- sous-espèce Hipposideros pomona gentilis K. Andersen, 1918
- sous-espèce Hipposideros pomona pomona K. Andersen, 1918
- sous-espèce Hipposideros pomona sinensis K. Andersen, 1918